# Vyšėjšaja Liha 2006
La Vyšėjšaja Liha 2006 è stata la sedicesima edizione della massima serie del campionato bielorusso di calcio, disputato tra il 18 aprile e il 4 novembre 2006 e conclusosi con la vittoria del BATĖ Borisov, al suo terzo campionato vinto. Il capocannoniere della competizione fu Aljaksandr Klimenka (Šachcër Salihorsk) con 17 reti realizzate.

## Stagione

### Novità
Dalla Vyšėjšaja Liha 2005 vennero retrocessi in Peršaja Liha il Zorka-BDU Minsk e lo Slavija Mazyr, mentre dalla Peršaja Liha vennero promossi il Belšyna e il Ljakamatyŭ Vicebsk. Prima dell'inizio della stagione il Dnjapro-Transmaš Mahilëŭ cambiò denominazione in Dnjapro Mahilëŭ.

### Formula
Le 14 squadre partecipanti disputarono un girone all'italiana con partite di andata e ritorno per un totale di 26 partite. La prima classificata, vincitrice del campionato, venne ammessa alla UEFA Champions League 2007-2008. La seconda classificata venne ammessa in Coppa UEFA 2007-2008, assieme alla squadra vincitrice della Coppa di Bielorussia; se quest'ultima avesse concluso il campionato al secondo posto, la terza classificata sarebbe stata ammessa in Coppa UEFA. Un ulteriore posto venne assegnato per la partecipazione alla Coppa Intertoto 2007. Le ultime due classificate vennero retrocesse in Peršaja Liha.

## Squadre partecipanti
| Club               | Città         | Stadio             | Stagione 2005               |
| ------------------ | ------------- | ------------------ | --------------------------- |
| BATĖ Borisov       | Barysaŭ       | Stadio Haradzki    | 5º posto in Vyšėjšaja Liha  |
| Belšyna            | Babrujsk      | Stadio Spartak     | 1º posto in Peršaja Liha    |
| Daryda Minski raën | raën di Minsk | Stadio Daryda      | 10º posto in Vyšėjšaja Liha |
| Dinamo Brėst       | Brėst         | OSK Brestsky       | 8º posto in Vyšėjšaja Liha  |
| Dinamo Minsk       | Minsk         | Stadio Dinamo      | 2º posto in Vyšėjšaja Liha  |
| Dnjapro Mahilëŭ    | Mahilëŭ       | Spartak Stadium    | 6º posto in Vyšėjšaja Liha  |
| Homel'             | Homel'        | Stadyen Central'ny | 7º posto in Vyšėjšaja Liha  |
| Ljakamatyŭ Minsk   | Minsk         | Stadio Lokomotiv   | 11º posto in Vyšėjšaja Liha |
| Ljakamatyŭ Vicebsk | Vicebsk       | Vitebsky CSK       | 2º posto in Peršaja Liha    |
| MTZ-RIPA Minsk     | Minsk         | Stadio Traktar     | 3º posto in Vyšėjšaja Liha  |
| Naftan             | Navapolack    | Stadyen Atlant     | 9º posto in Vyšėjšaja Liha  |
| Nëman              | Hrodna        | Stadyen Nëman      | 12º posto in Vyšėjšaja Liha |
| Šachcër Salihorsk  | Salihorsk     | Stadyen Stroitel   | Campione della Bielorussia  |
| Tarpeda Žodzina    | Žodzina       | Stadio Torpedo     | 4º posto in Vyšėjšaja Liha  |

## Classifica finale
|  | Pos. | Squadra            | Pt | G  | V  | N  | P  | GF | GS | DR  |
|  | ---- | ------------------ | -- | -- | -- | -- | -- | -- | -- | --- |
|  | 1.   | BATĖ Borisov       | 54 | 26 | 16 | 6  | 4  | 47 | 27 | +20 |
|  | 2.   | Dinamo Minsk       | 52 | 26 | 15 | 7  | 4  | 44 | 22 | +22 |
|  | 3.   | Šachcër Salihorsk  | 51 | 26 | 16 | 3  | 7  | 50 | 31 | +19 |
|  | 4.   | MTZ-RIPA Minsk     | 51 | 26 | 16 | 3  | 7  | 54 | 24 | +30 |
|  | 5.   | Homel'             | 42 | 26 | 12 | 6  | 8  | 33 | 32 | +1  |
|  | 6.   | Ljakamatyŭ Vicebsk | 38 | 26 | 9  | 11 | 6  | 21 | 18 | +3  |
|  | 7.   | Naftan             | 37 | 26 | 11 | 4  | 11 | 45 | 42 | +3  |
|  | 8.   | Daryda Minski raën | 37 | 26 | 10 | 7  | 9  | 23 | 21 | +2  |
|  | 9.   | Dinamo Brėst       | 31 | 26 | 8  | 7  | 11 | 17 | 31 | -14 |
|  | 10.  | Nëman              | 30 | 26 | 8  | 6  | 12 | 24 | 30 | -6  |
|  | 11.  | Tarpeda Žodzina    | 30 | 26 | 7  | 9  | 10 | 21 | 27 | -6  |
|  | 12.  | Dnjapro Mahilëŭ    | 23 | 26 | 6  | 5  | 15 | 29 | 47 | -18 |
|  | 13.  | Ljakamatyŭ Minsk   | 19 | 26 | 5  | 4  | 17 | 26 | 52 | -26 |
|  | 14.  | Belšyna            | 9  | 26 | 1  | 6  | 19 | 16 | 46 | -30 |

Legenda:
      Campione di Bielorussia e ammesso alla UEFA Champions League 2007-2008.
      Ammesso alla Coppa UEFA 2007-2008.
      Ammesso alla Coppa Intertoto 2007.
      Retrocesso in Peršaja Liha 2007.
Note:
Tre punti a vittoria, uno a pareggio, zero a sconfitta.

## Risultati

### Tabellone
|                    | BAT  | DiM  | Šac  | MTZ  | Hom  | LVi  | Naf  | Dar  | DiB  | Nëm  | TŽo  | Dnj  | LMi  | Bel  |
| ------------------ | ---- | ---- | ---- | ---- | ---- | ---- | ---- | ---- | ---- | ---- | ---- | ---- | ---- | ---- |
| BATĖ Borisov       | –––– | 2-2  | 2-1  | 1-3  | 1-1  | 2-2  | 2-1  | 1-0  | 3-0  | 2-0  | 1-0  | 3-0  | 4-2  | 1-0  |
| Dinamo Minsk       | 4-2  | –––– | 0-2  | 1-3  | 4-1  | 3-1  | 2-2  | 1-2  | 1-1  | 0-2  | 2-0  | 0-0  | 4-2  | 2-0  |
| Šachcër Salihorsk  | 3-2  | 0-2  | –––– | 2-0  | 3-0  | 3-1  | 5-2  | 1-3  | 1-0  | 5-3  | 1-1  | 4-1  | 3-3  | 3-1  |
| MTZ-RIPA Minsk     | 0-0  | 0-0  | 3-1  | –––– | 0-2  | 0-0  | 2-1  | 1-0  | 3-0  | 0-2  | 0-1  | 3-1  | 7-1  | 2-0  |
| Homel'             | 0-1  | 0-3  | 2-0  | 2-8  | –––– | 2-0  | 1-3  | 0-0  | 0-0  | 0-0  | 3-0  | 1-1  | 2-0  | 2-1  |
| Ljakamatyŭ Vicebsk | 1-1  | 0-2  | 0-0  | 1-0  | 0-1  | –––– | 1-2  | 1-0  | 1-0  | 0-0  | 2-2  | 0-0  | 2-0  | 1-0  |
| Naftan             | 0-2  | 0-2  | 0-2  | 2-1  | 2-3  | 0-0  | –––– | 2-0  | 3-0  | 2-0  | 1-1  | 4-3  | 0-3  | 2-1  |
| Daryda Minski raën | 3-1  | 0-0  | 0-2  | 0-1  | 1-0  | 0-0  | 2-1  | –––– | 1-2  | 2-1  | 0-0  | 3-2  | 0-1  | 1-0  |
| Dinamo Brest       | 0-2  | 0-0  | 3-1  | 0-2  | 0-3  | 0-0  | 0-4  | 0-0  | –––– | 1-0  | 2-0  | 1-0  | 2-1  | 0-1  |
| Nëman              | 1-2  | 0-1  | 0-1  | 0-3  | 1-1  | 0-2  | 2-3  | 1-0  | 0-0  | –––– | 2-0  | 2-1  | 1-0  | 1-1  |
| Tarpeda Žodzina    | 1-1  | 0-1  | 1-0  | 0-1  | 2-0  | 0-2  | 2-0  | 1-1  | 1-1  | 2-1  | –––– | 1-2  | 1-0  | 1-1  |
| Dnjapro Mahilëŭ    | 0-3  | 0-2  | 0-2  | 5-3  | 0-2  | 0-2  | 2-1  | 1-2  | 0-1  | 0-1  | 0-0  | –––– | 2-1  | 3-3  |
| Ljakamatyŭ Minsk   | 1-3  | 1-2  | 0-1  | 0-4  | 0-1  | 0-0  | 3-3  | 0-2  | 3-2  | 1-3  | 1-0  | 1-3  | –––– | 1-0  |
| Belšyna            | 1-2  | 1-3  | 1-3  | 1-4  | 1-3  | 0-1  | 0-4  | 0-0  | 0-1  | 0-0  | 1-3  | 1-2  | 0-0  | –––– |

## Statistiche

### Classifica marcatori
| Gol |  |  | Giocatore           | Squadra           |
| --- |  |  | ------------------- | ----------------- |
| 17  |  |  | Aljaksandr Klimenka | Šachcër Salihorsk |
| 14  |  |  | Raman Vasiljuk      | Homel'            |
| 13  |  |  | Vjačaslaŭ Hleb      | MTZ-RIPA Minsk    |
| 12  |  |  | Arcëm Kancavy       | MTZ-RIPA Minsk    |
| 11  |  |  | Henadz' Bliz'njuk   | BATĖ Borisov      |
| 10  |  |  | Edu                 | Dinamo Minsk      |
| 9   |  |  | Sjarhej Kisljak     | Dinamo Minsk      |
| 9   |  |  | Aleh Strachanovič   | MTZ-RIPA Minsk    |
| 9   |  |  | Valeryj Strypejkis  | Homel'            |